# 비트맨
비트맨은 블록체인, 암호화폐 관련 커뮤니티이다. 영어로는 BITMAN이라 표기하며 주소는 bitman.kr, bitman.co.kr 또는 https://cafe.naver.com/nexontv이다.

## 개요
비트맨은 블록체인, 비트코인, 이더리움와 같은 암호화폐로 통칭되는 자산들에 대한 정보공유, 친목도모를 하기 위해 만들어진 대한민국의 네이버 카페 커뮤니티이다. 2022년 6월 7일 기준 회원 수가 87만 1천 113명이며, 전체 게시글 수 3,787,495개, 전체 방문 수 378,043,839회를 기록하고 있다. 이는 대한민국 포털 사이트인 네이버에 개설된 비트코인 관련 커뮤니티 중 가장 큰 규모로 한국의 대표적인 암호화폐, 디지털자산 커뮤니티 중 한 곳이다.

## 구성
비트맨의 커뮤니티 구성을 카테고리 별로 나누자면 아래와 같다.

#### 이벤트
- 이벤트/후기 : 매 주 비트맨 로또 이벤트가 진행되며, 다른 암호화폐, NFT 프로젝트 등과 협력하여 이벤트를 제공하는 게시판

#### 뉴스
- 온체인NEWS : 글로벌 온체인 분석 업체인 글래스노드의 주간 분석을 회원들에게 제공해주는 게시판
- 해외분석가NEWS : 해외의 암호화폐 차트 분석가들의 기술적 분석 자료를 전해주는 게시판
- 빠른NEWS: 매일 주요한 암호화폐 시장의 뉴스들을 간추려서 신문처럼 보게 해주는 게시판

#### 기초
- 초보 코인 용어 : 암호화폐 세계에서 주로 사용되는 용어들을 한 곳에 모아놓은 게시판
- 초보 필독정보 : 암호화폐 초보에게 필요한 기초 정보들이 모여있는 게시판
- 차트의 첫걸음 : 차트를 보는 방법과 분석에 필요한 기초 자료들을 모아놓은 게시판
- 비트맨 코인백과 : 각 종 알트코인들의 기본 정보를 모아놓은 게시판

#### 소통
- 자유게시판 : 자유로운 주제로 소통하는 게시판
- 선물 토론 게시판 : 선물 거래 위주의 정보와 의견을 공유하는 게시판

#### 고급 정보
- 나만의 팁&노하우 : 투자 관련 팁과 노하우를 공유하는 게시판
- 전문가 칼럼 : 어느 정도 검증된 투자 노하우와 매매법을 지닌 고수들의 투자 지식을 공유받을 수 있는 카테고리

#### NFT 및 P2E
- 주요한 NFT, P2E 관련 뉴스, 정보들을 제공해주며 소통할 수 있는 카테고리

#### 코인포럼
- 비트코인, 이더리움, 이오스, 루나 등등 각 코인들과 관련한 개별적 소식과 의견을 나눌 수 있는 포럼 형태의 카테고리

#### 채굴&마스터노드
- 채굴 세팅 방법과 마스터노드 세팅 방법등이 포함되어 있는 게시판